# Guillaume Lambert (haut fonctionnaire)
Pour les articles homonymes, voir Lambert et Guillaume Lambert.
Guillaume Lambert est un haut fonctionnaire français.
Commissaire de la marine au début de sa carrière, il intègre la préfectorale en 2005 puis des cabinets ministériels jusqu'à devenir chef de cabinet du président de la République Nicolas Sarkozy de 2010 à 2012, période durant laquelle il est nommé préfet hors cadre.
Redevenu préfet à la suite de la défaite de Sarkozy, il voit cette carrière interrompue en 2015 à la suite de sa mise en examen dans l'affaire Bygmalion. Nommé en 2019 à la tête du Réseau radio du futur, il dirige depuis sa création en 2023 l'agence des communications mobiles opérationnelles de sécurité et de secours.

## Biographie

### Parcours professionnel
De 1996 à 2002, il est commissaire de la Marine embarqué dans les forces navales.
Il est nommé dans la préfectorale en 2005, lorsqu'il devient chef du bureau de la sécurité maritime à la Préfecture maritime de l'Atlantique. 
Il quitte ce poste en 2005 pour devenir sous-préfet et directeur de cabinet du préfet des Côtes-d'Armor. Il conserve ce poste jusqu'en 2007, date à laquelle il devient secrétaire général adjoint de la préfecture de la Loire-Atlantique, ainsi que sous-préfet chargé de la politique de la ville.
En 2009, il se met en congé de la préfectorale en devenant chef de cabinet de Laurent Wauquiez, secrétaire d'État à l'Emploi et à la Formation professionnelle.
En 2009, il est nommé chef de cabinet adjoint de la Présidence de la République, par le président Nicolas Sarkozy. Il est nommé en 2010 chef de cabinet du président de la République de 2010 à 2012. Il quitte cette fonction en 2012 pour diriger avec le titre de directeur de campagne la campagne présidentielle de Nicolas Sarkozy.
L'UMP défaite lors de la présidentielle, il est nommé en mai 2012 préfet chargé de mission auprès du Préfet de police. Titularisé dans le corps des préfets le 27 mai 2013, il est nommé préfet de la Lozère le 19 juin 2013 et prend ses fonctions le 8 juillet 2013.
Au printemps 2014, l'affaire Bygmalion, liée à la campagne de 2012, éclate. Le nom de Guillaume Lambert apparaît alors dans les médias grand public aux côtés de celui de Nicolas Sarkozy, Jean-François Copé et Jérôme Lavrilleux,,,,.
En avril 2015, Guillaume Lambert est mis en examen pour usage de faux, escroquerie, recel d'abus de confiance et complicité de financement illégal de campagne électorale, dans l'affaire Bygmalion. Le ministre de l'Intérieur, Bernard Cazeneuve, indique aussitôt proposer au président de la République de mettre fin à ses fonctions de préfet de la Lozère. Il est remplacé par Hervé Malherbe.
Il est nommé en août 2019 responsable du Réseau radio du futur (RRF), grand projet régalien lancé à l’automne 2017 par le Président de la République Emmanuel Macron et visant à doter les services de sécurité et de secours de communications mobiles 4G/5G et numériques assurant un haut niveau de résilience en cas de crise. Lorsque ce réseau devient l'agence des communications mobiles opérationnelles de sécurité et de secours (ACMOSS), Lambert en est nommé directeur.

### Procès Bygmalion
Guillaume Lambert est présent sur le banc des accusés lors de l'ouverture du procès en mai 2021. Il est hospitalisé en urgence pour un risque de « paralysie de la jambe droite », le jour de l'audition de son ancien adjoint Jérôme Lavrilleux. Le 17 juin 2021, le parquet requiert une peine de prison de quatre ans avec sursis et 50 000 euros d'amende. Il est condamné à trois ans et demi de prison, dont deux avec sursis, notamment pour complicité de financement illégal de campagne électorale, le 30 septembre 2021. Il est ensuite jugé en appel à partir du 8 novembre 2023. Le 14 février 2024, il est finalement condamné à deux ans de prison, dont 18 mois avec sursis, et cinq ans d’inéligibilité.

## Récompenses et distinctions

### Décorations
- Chevalier des Palmes Académiques
- Chevalier du Mérite agricole
- Médaille d'Or de la Défense nationale
- Médaille de la Jeunesse et des Sports